# Mechitar de Sebastia
Mechitar de Sebastia (n. 7 februarie 1676, Sivas, Turcia – d. 27 aprilie 1749, San Lazzaro degli Armeni, Veneto, Italia) a fost un călugăr armean din Anatolia, emigrat la Constantinopol, iar apoi la Veneția, unde a întemeiat mănăstirea armeană de pe insula San Lazzaro degli Armeni.
Mănăstirea condusă de el a devenit un centru de cultură armeană, cu o tipografie renumită.
1. 1 2 3 4  Haykakan sovetakan hanragitaran, hator 7[*] Verificați valoarea |titlelink= (ajutor)